# Boarmia formosana
Boarmia formosana är en fjärilsart som beskrevs av Alfred Ernest Wileman 1912. Boarmia formosana ingår i släktet Boarmia och familjen mätare. Inga underarter finns listade i Catalogue of Life.